# شهرستان فرانکلین (ایندیانا)
شهرستان فرانکلین، ایندیانا (به انگلیسی: Franklin County, Indiana) شهرستانی در ایالات متحده آمریکا است که در ایندیانا واقع شده‌است.